# Primulaceae
Le Primulacee (Primulaceae Batsch ex Borkh., 1794) sono una famiglia di piante angiosperme dell'ordine Ericales.

## Descrizione

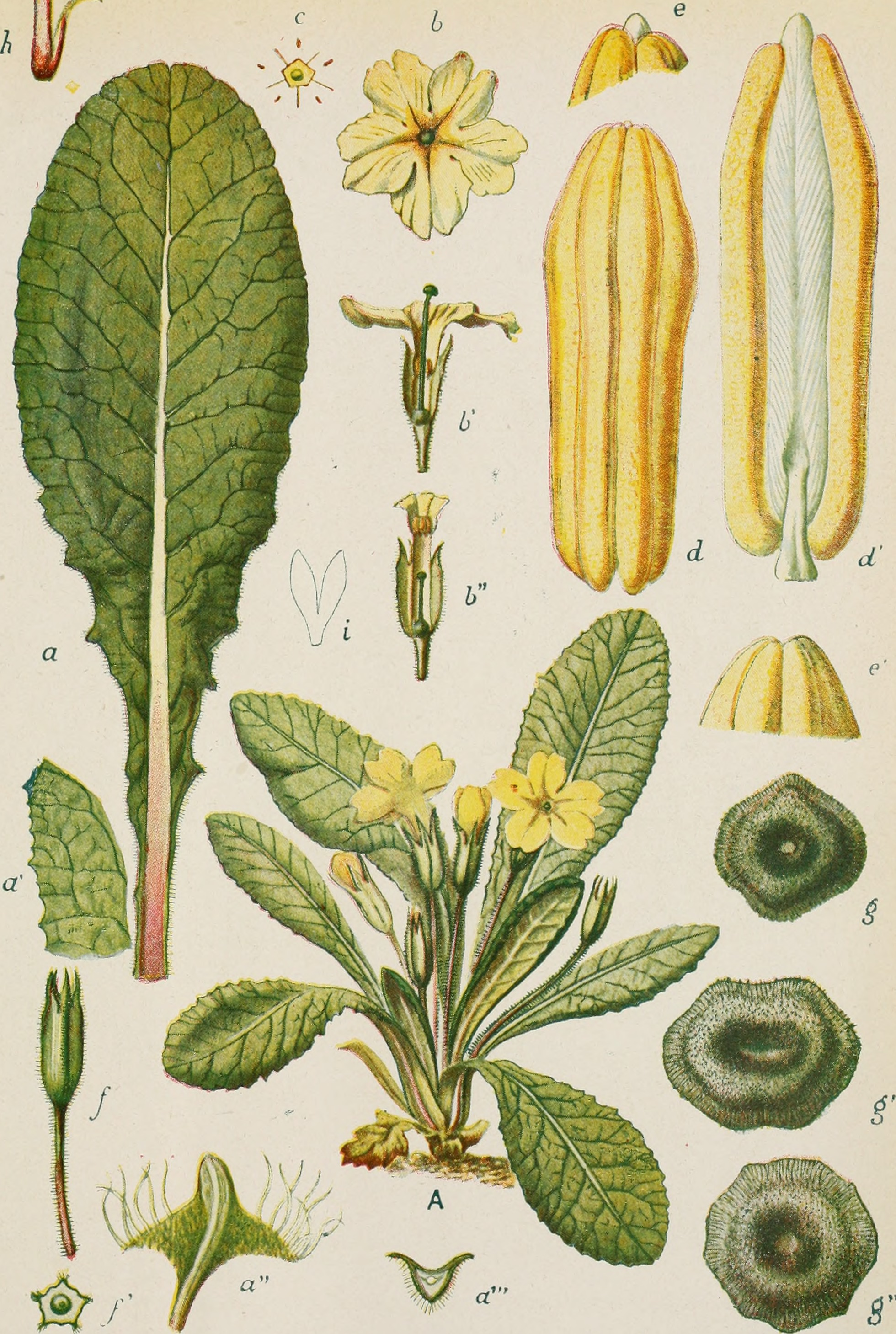
Primula vulgaris

La famiglia comprende erbe generalmente perenni, in alcuni casi anche annue.
In molte specie le foglie sono riunite in rosette basali.
I fiori sono regolari (con poche eccezioni), simpetali, tipicamente con cinque petali e cinque sepali. Esistono specie con fiori solitari e altre con fiori raccolti in infiorescenze.
Il frutto è una capsula.
Le radici sono spesso rizomatose.

## Distribuzione e habitat
La famiglia ha una distribuzione cosmopolita.
È diffusa nelle regioni tropicali delle Americhe e del Vecchio Mondo, così come nelle aree temperate e fredde dell'emisfero settentrionale; molte specie hanno distribuzione artica o alpina.

## Tassonomia
Il Sistema Cronquist (1981) assegnava la famiglia Primulaceae all'ordine Primulales, mentre la moderna classificazione APG (2016) la include tra le Ericali, e ingloba nel raggruppamento anche i generi in precedenza assegnati alle famiglie Myrsinaceae, Maesaceae e Theophrastaceae.
La famiglia comprende i seguenti generi:
- Aegiceras Gaertn.
- Amblyanthopsis Mez
- Amblyanthus A.DC.
- Androsace L.
- Antistrophe A.DC.
- Ardisia Sw.
- Ardisiandra Hook.f.
- Badula Juss.
- Bonellia Bertero ex Colla
- Bryocarpum Hook.f. & Thomson
- Clavija Ruiz & Pav.
- Conandrium (K.Schum.) Mez
- Coris L.
- Ctenardisia Ducke
- Cybianthus Mart.
- Cyclamen L.
- Deherainia Decne.
- Dionysia Fenzl
- Discocalyx (A.DC.) Mez
- Elingamita G.T.S.Baylis
- Embelia Burm.f.
- Emblemantha B.C.Stone
- Evotrochis Raf.
- Fittingia Mez
- Geissanthus Hook.f.
- Heberdenia Banks ex A.DC.
- Hottonia Boerh. ex L.
- Hymenandra A.DC. ex Spach
- Jacquinia L.
- Kaufmannia Regel
- Labisia Lindl.
- Loheria Merr.
- Lysimachia Tourn. ex L.
- Maesa Forssk.
- Mangenotiella M.Schmid
- Monoporus A.DC.
- Myrsine L.
- Neomezia Votsch
- Omphalogramma Franch.
- Oncostemum A.Juss.
- Paralysimachia F.Du, J.Wang & S.Y.Yang
- Parathesis Hook.f.
- Pleiomeris A.DC.
- Pomatosace Maxim.
- Primula L.
- Sadiria Mez
- Samolus L.
- Soldanella L.
- Solonia Urb.
- Stimpsonia C.Wright ex A.Gray
- Stylogyne A.DC.
- Systellantha B.C.Stone
- Tapeinosperma Hook.f.
- Theophrasta L.
- Vegaea Urb.
- Votschia B.Ståhl
- Wallenia Sw.

### Alcune specie

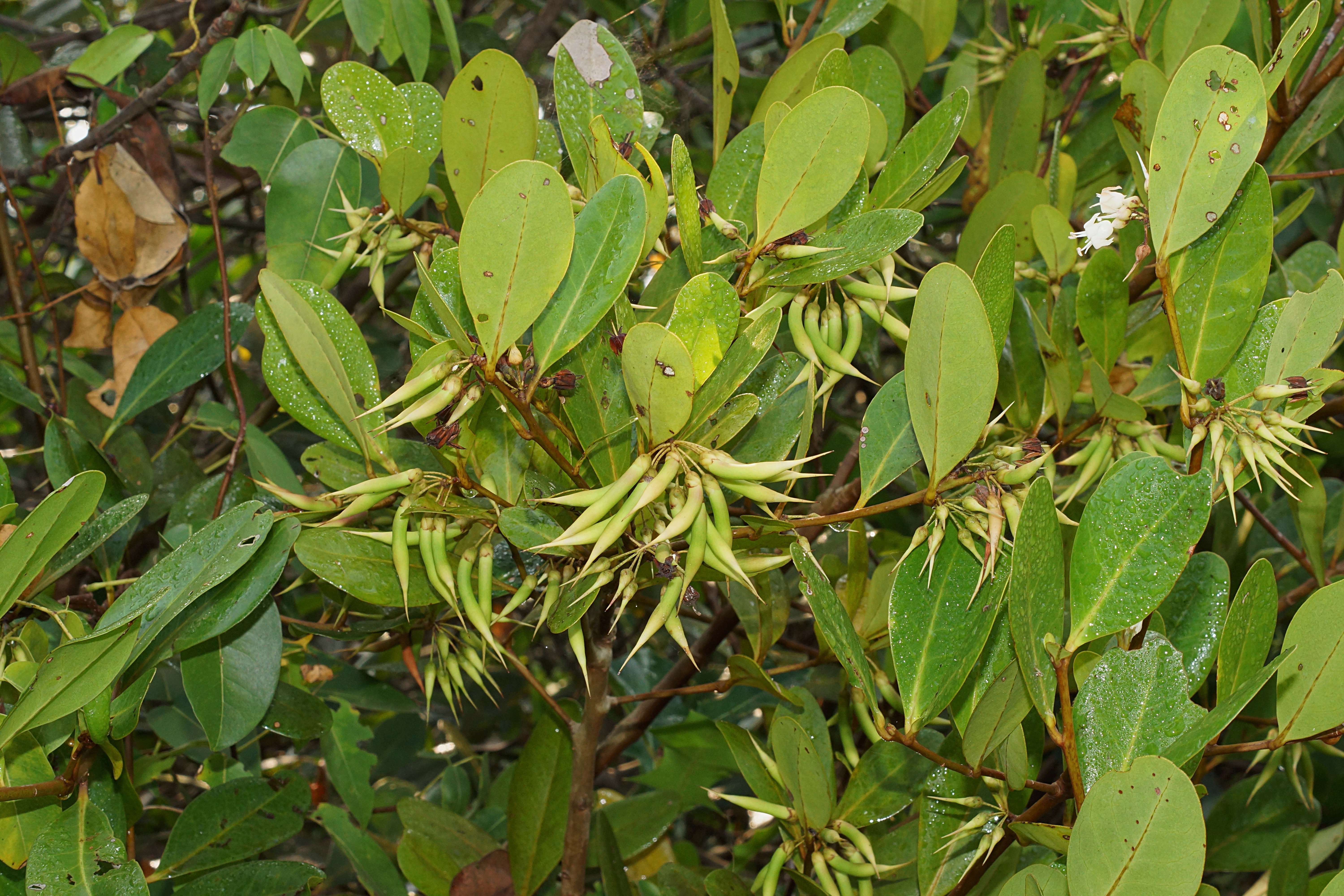
Aegiceras corniculatum
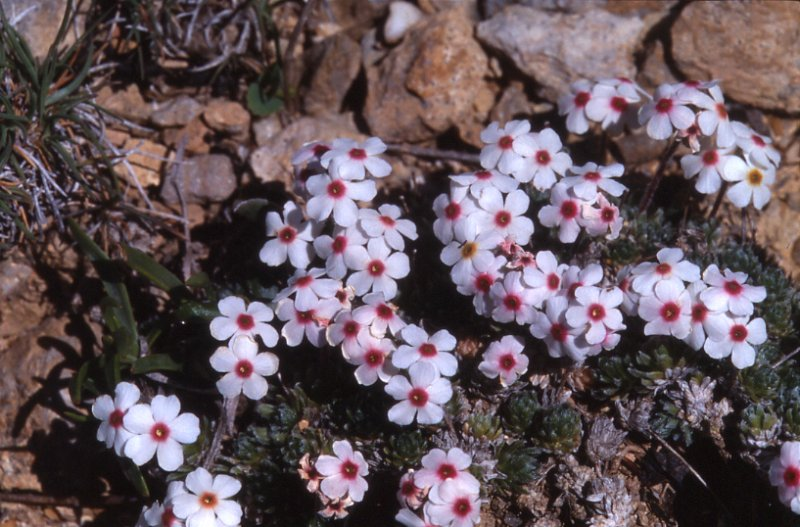
Androsace villosa
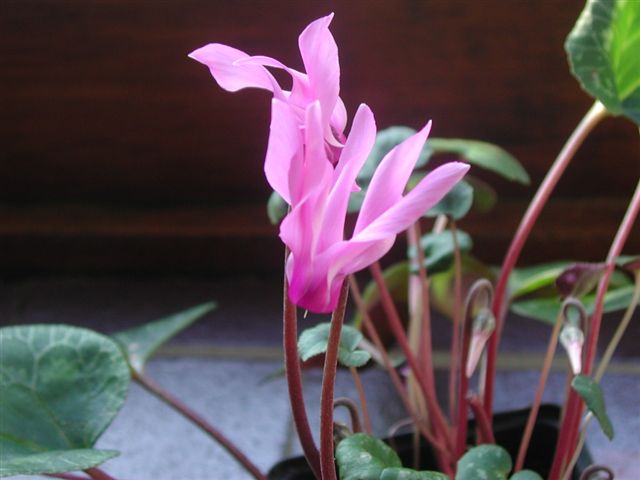
Cyclamen persicum
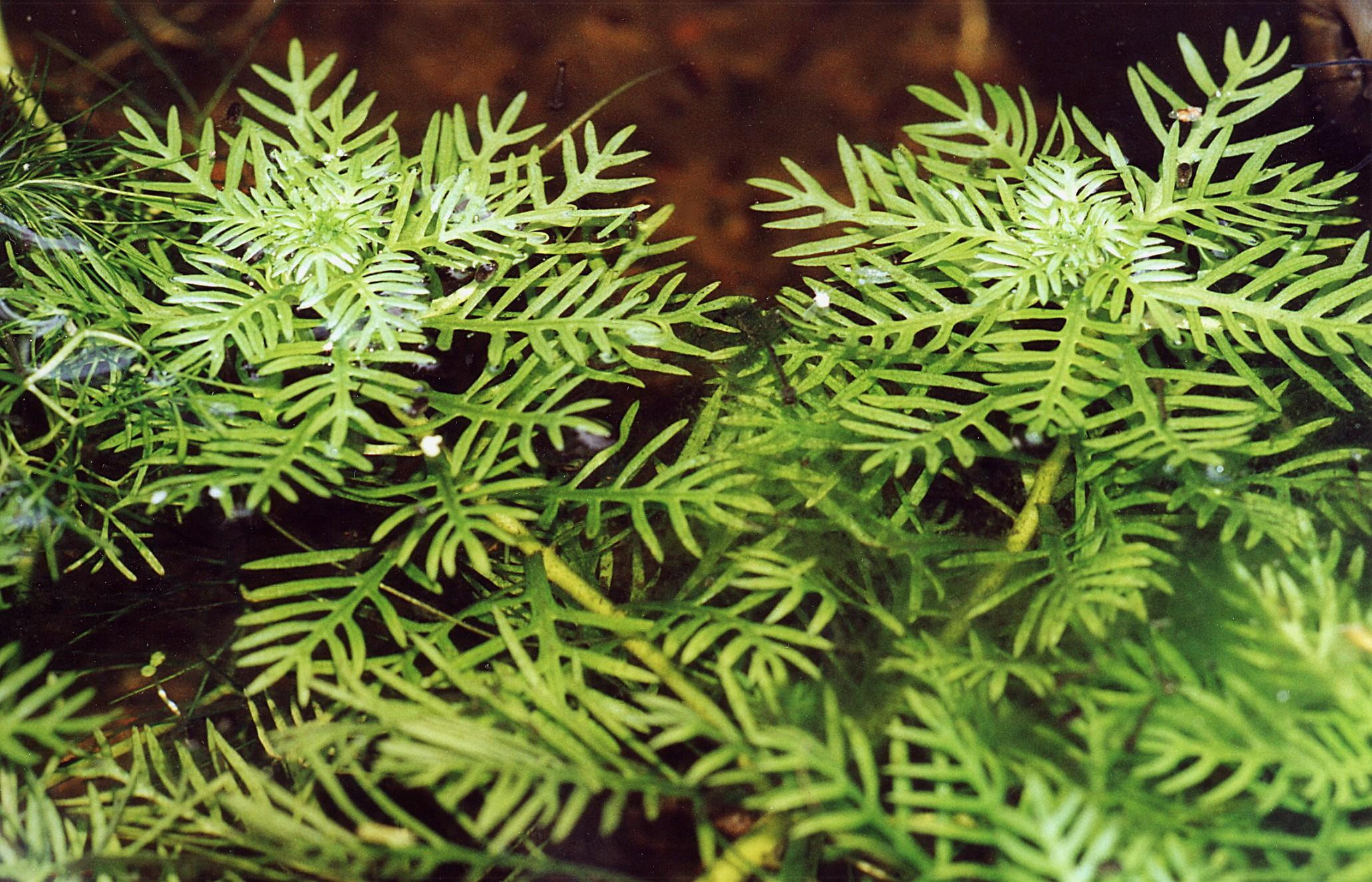
Hottonia palustris
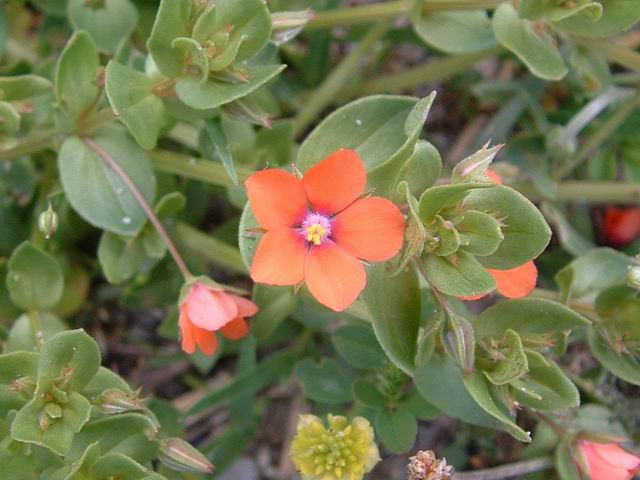
Lysimachia arvensis
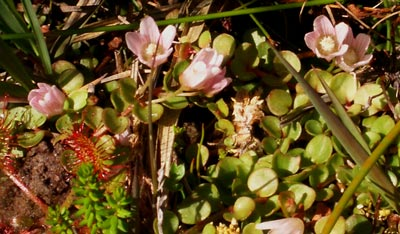
Lysimachia tenella
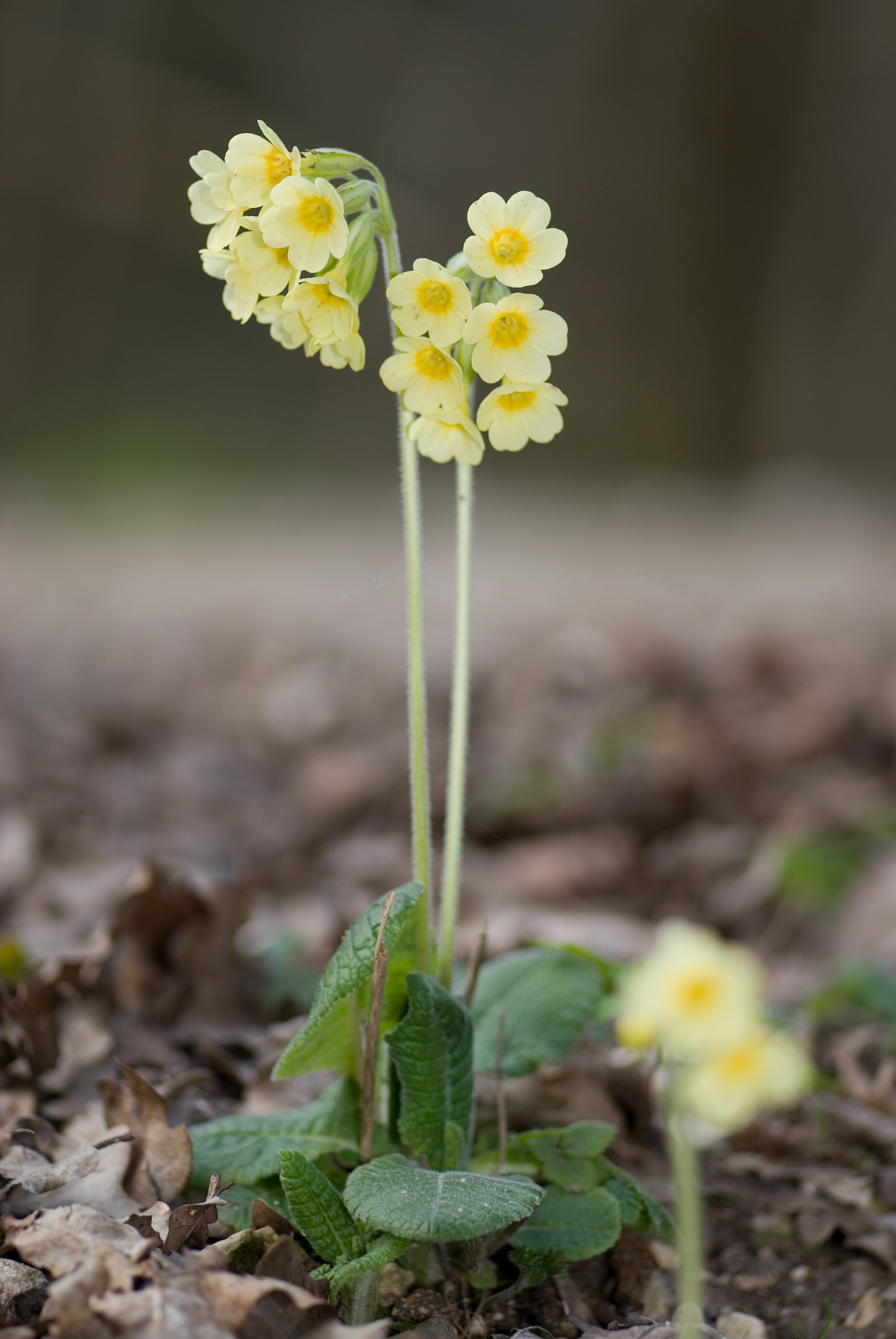
Primula elatior
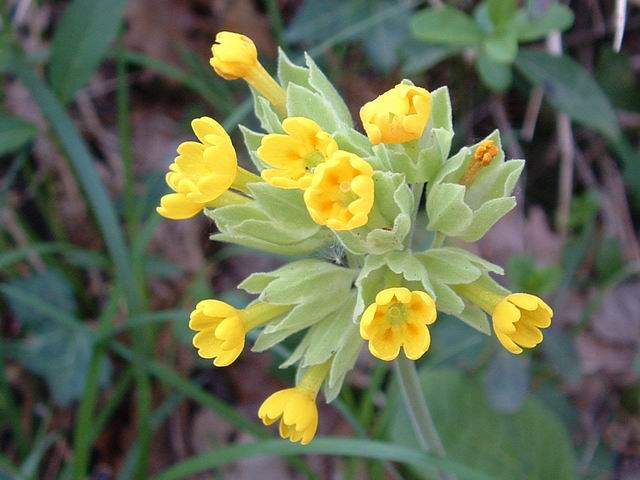
Primula veris
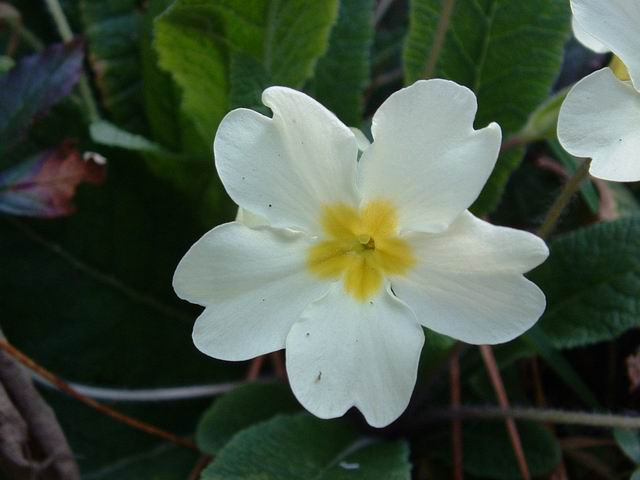
Primula vulgaris
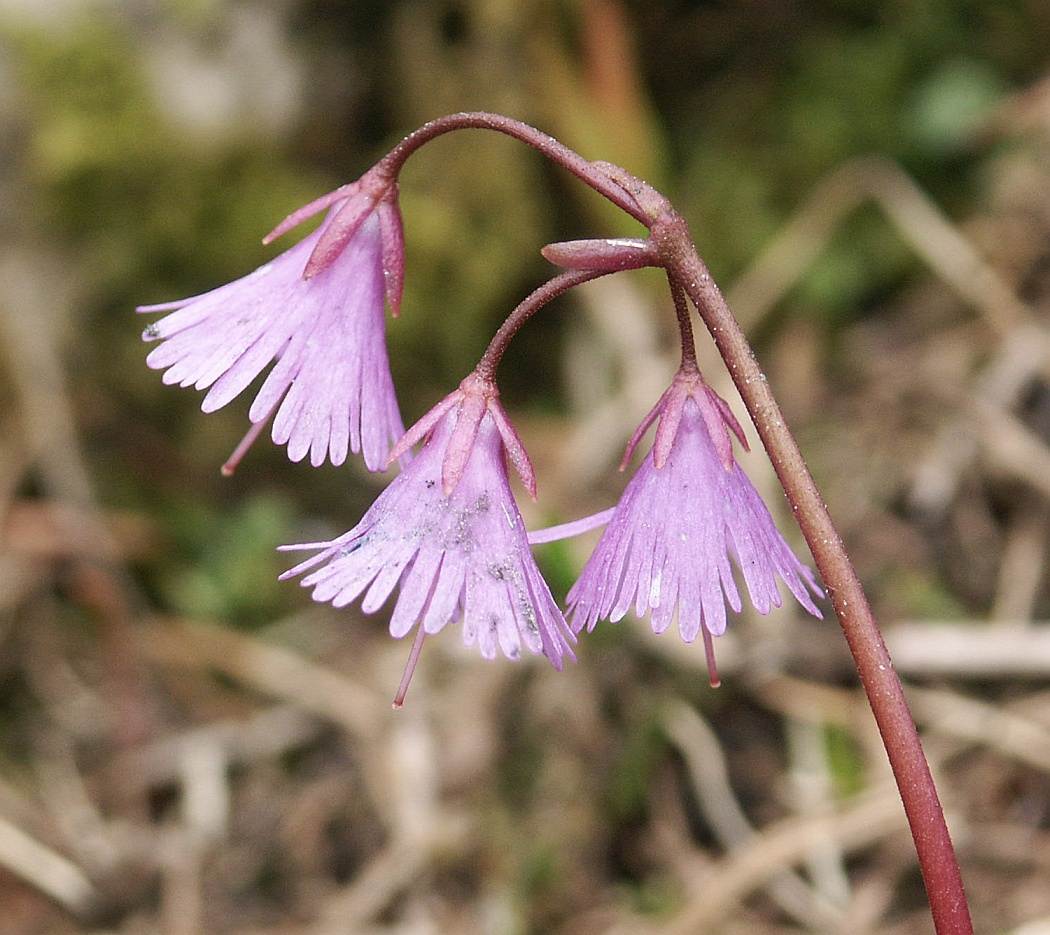
Soldanella alpina